# 三宅正樹 (建築家)
三宅 正樹（みやけ まさき、1963年 - ）は、建築家でMIYAKE MASAKI ASSOCIATES Pte. Ltd.代表。東京とシンガポールに事務所を構え、シンガポールを主な拠点し、シンガポール、マレーシア、中国、日本など、アジアを中心に13カ国に於いて、設計活動している。

## 略歴
- 1991年 多摩美術大学美術学部建築科 卒業
- 1991年 丹下健三・都市・建築設計研究所（当時）に入所する。同事務所でアジア地域のプロジェクトを担当する。
- 1999年 丹下健三・都市・建築設計研究所プリンシパル・アーキテクト
- 2003年に独立し、シンガポールにMIYAKE MASAKI ASSOCIATES Pte. Ltd. を設立。ここを拠点に、東京にも三宅正樹アソシエイツ建築設計研究所を構えながら設計活動を続けている。

## 受賞歴
- 2012年 フランスFIABCI建築賞国際・高層集合住宅部門グランプリー＜St. Thomas Suites＞en:FIABCI
- 2011年 フランスFIABCIシンガポール・プロパティ賞高層住宅部門グランプリ2011賞 ＜St. Thomas Suites＞
- 2009年 アジアワン・ピープルズ・チョイス賞ベストリゾート部門 ＜アマラ・サンクチュアリー・リゾート（セントーサ島）＞
- 2008年 アジアベストリゾートホテル賞＜アマラ・サンクチュアリー・リゾート（セントーサ島）＞
- 2007年 URAアーキテクチュラル・ヘリテージ賞＜アマラ・サンクチュアリー・リゾート（セントーサ島）＞